# 斯特芬·费茨纳
斯特芬·费茨纳（德語：Steffen Fetzner，1968年8月17日—），德国男子乒乓球运动员。他曾获得1989年欧洲乒乓球锦标赛男子双打金牌，1992年巴塞罗那奥运会男子双打银牌。